# 乔治·克尔
乔治·克尔（英語：George Kerr，1937年10月16日—2012年6月15日），牙买加男子田径运动员。他曾代表牙买加、英属西印度群岛参加1956年、1960年和1964年夏季奥林匹克运动会田径比赛，获得二枚铜牌。